# Hemicamenta tumida
Hemicamenta tumida är en skalbaggsart som beskrevs av Louis Albert Péringuey 1904. Hemicamenta tumida ingår i släktet Hemicamenta och familjen Melolonthidae. Inga underarter finns listade i Catalogue of Life.